# ХК Адлер Манхајм
Адлер Манхајм је немачки хокејашки клуб из Манхајма. Клуб се такмичи у Хокејашкој лиги Немачке.
Утакмице као домаћин игра у САП Арени капацитета 13.600 места.

## Историја
Клуб је основан 1938. године, под именом Mannheimer Eislauf und Rollschuhclub (Манхајм хокејашки и ролерски клуб). После завршетка Другог светског рата, поново је почео са радом 1948, и такмичио се под именом Mannheimer ERC све до 1994, када је променио назив у Адлер Манхајм.
Шест пута су били прваци Немачке.
У јулу 2011. Адлер Манхајм је развио пословну сарадњу са НХЛ клубом Торонто мејпл лифсима.

## Трофеји
- Хокејашка лига Немачке:
  - Првак (6) :1980, 1997, 1998, 1999, 2001, 2007
- Куп Немачке:
  - Првак (2) :2003, 2007